# Dolna Vasilița, Sofia
Dolna Vasilița (în bulgară Долна Василица) este un sat în comuna Kosteneț, regiunea Sofia,  Bulgaria. 

## Demografie
Componența etnică a satului Dolna Vasilița
     Nicio identificare (100%)
     Altele (0%)
La recensământul din 2011, populația satului Dolna Vasilița era de 1 locuitori. . Pentru 100,0% din locuitori nu este cunoscută apartenența etnică.